# Humberk
Humberk (nemško Hollenburg) je naselje v Občini Kotmara vas v Okraju Celovec-dežela na Koroškem v Avstriji.